# Jindřich Trnobranský
Jindřich Trnobranský (12. května 1883 Paříž – 9. října 1945 Praha) byl československý politik, poslanec a senátor Národního shromáždění republiky Československé za Československou stranu národně socialistickou, později za Ligu proti vázaným kandidátním listinám a Národní sjednocení.

## Biografie
Po vzniku republiky měl v rámci strany pozdějších národních socialistů blízko k anarchistům. Během první světové války totiž ve vězení navázal styky s představiteli anarchistického hnutí. Později byl zčásti pod vlivem Bohuslava Vrbenského, ale nenásledoval ho v jeho posunu doleva, mimo stranu.
Po parlamentních volbách v roce 1920 získal poslanecké křeslo v Národním shromáždění za národní socialisty (tehdy pod jménem Československá strana socialistická). Mandát v parlamentních volbách v roce 1925 obhájil. Během volebního období se ale se svou stranou rozešel a v říjnu 1926 vystoupil z jejího poslaneckého klubu (v září 1926 byl na sjezdu strany vyloučen). Byl pak nezařazeným poslancem. V roce 1928 byl mandátu zbaven a jeho křeslo zaujal jako náhradník Karel Vlček.
Již v roce 1926 se spojil s Jiřím Stříbrným, dalším odpadlíkem od národních socialistů, a založili stranu nazvanou Slovanská strana národně socialistická. Ta se později začlenila do formace Liga proti vázaným kandidátním listinám (později zvaná Národní liga), za kterou Trnobranský pronikl po parlamentních volbách v roce 1929 do Národního shromáždění jako senátor. Na sjezdu Národní ligy v roce 1929 byl zvolen za člena výkonného výboru.
Podle údajů k roku 1925 byl povoláním předsedou Sdružení spotřebních družstev v Praze na Žižkově.
Ve 30. letech přešel do formace Národní sjednocení. Zde se roku 1935 stal místopředsedou. V parlamentních volbách v roce 1935 byl za tuto stranu opětovně zvolen senátorem Národního shromáždění. Ve funkci místopředsedy byl potvrzen na sjezdu roku 1937, a to i přes to, že jeho bývalý spojenec Jiří Stříbrný byl mezitím ze strany vytlačen. V senátu setrval do jeho zrušení roku 1939, přičemž ještě krátce předtím, v prosinci 1938, přešel do nově vzniklé Strany národní jednoty.
Na konci srpna 1940 uvedl Polední list, že se vrátil ke svému povolání a úřaduje jako místopředseda pražské okresní nemocniční pojišťovny.